# Рудники Зафарабадської групи
Рудники Зафарабадської групи — комплекс гірничодобувних майданчиків в центральній частині Узбекистану.
На першому етапі розвитку Навоїйського гірничо-металургійного комбінату (НГМК) його активність зосередилась навколо трьох значних уранових родовищ, для розробки яких спорудили класичні підземні рудники — Учкудук, Суграли, Сабирсай. Водночас геологорозвідувальні роботи виявили в південній зоні чимало менших рудних об'єктів — Тохумбет (1958), Північний Букінай (1959), Південний Букінай (1961), Бешкак (1961) — облаштування на яких шахт видавалось нерентабельним. Залучити ці ресурси видавалось можливим за допомогою нової технології підземного свердловинного вилуговування, яку в цьому регіоні освоював Комбінат № 6, з 1967-го перейменований на Ленінабадський гірничо-хімічний комбінат (ЛГХК). Як наслідок, хоча зазначені об'єкти перебували посередині між Сабирсаєм і Суграли, їх розробкою зайнявся саме ЛГХК — спершу через цех Рудоуправління № 4, а потім через Рудоуправління № 5 (РУ-5). Лише після розпаду СРСР, в 1993 році, Рудоуправління № 5 передали до НГМК, а в 2020-му урановий напрям НГМК виділили в окреме державне підприємство «Навоїуран», що має рудоуправління «Зафарабад».
Серед основних подій у розробці Зафарабадської групи родовищ можливо виділити такі:
- отримання в 1968-му першої продукції з родовища Північний Букінай, розробкою якого займався рудник (до 1988 — цех) ПВ-1;
- отримання в 1968-му першої продукції з родовища Південний Букінай, розробкою якого займався рудник (до 1988 — цех) ПВ-2;
- отримання в 1978-му першої продукції з родовища Бешкак, розробкою якого займався рудник (до 1988 — цех) ПВ-3;
- отримання в 1998-му першої продукції з родовища Лявлякан (розвідка на цій ділянці почалась ще в 1973-му);
- отримання в 1999-му першої продукції з родовища Тохумбет (при цьому в 1997-му в межах дослідно-промислових робіт на Тохумбет вже вилучили певний обсяг урану);
- початок в 2005-му дослідно-промислової розробки родовища Північний Канімех;
- завершення в 2013-му будівництва трьох нових рудників на родовищах Північний Канімех, Аленди та Аульбек.

Відносно глибини проведення робіт з вилуговування можливо відзначити, що на Лявлякані поклади залягають на глибинах від 40 до 250 метрів, а на Північному Канімеху — від 260 до 600 метрів (із розташуванням трьох чвертей запасів в діапазоні 400—500 метрів).
Найбільших обсягів видобутку досягли в 1988 році (на той час діяли рудники ПВ-1, ПВ-2 та ПВ-3 на Північному Букінаї, Південному Букінаї та Бешкаку), коли отримали 1260 тонн урану, для чого потрібно було відкачати 25,2 тис. м3 продуктивних розчинів, а кількість свердловин в експлуатації нараховувала 1484 (з них 471 для відкачування). Того ж 1988-го на руднику ПВ-1 запустили дослідно-промислову установку з супутнього вилучення ренію.
За первинними запасами урану Північний Букінай належить до діапазону 25 000—50 000 тонн цільового компонента, Південний Букінай, Аленди, Аульбек, Північний Канімех розташовуються в діапазоні 10 000—25 000 тонн цільового компонента, Бешкак та Лявлякан належать до діапазону 5000—10 000 тонн цільового компонента, а Тохумбет має запаси 2500—5000 тонн цільового компонента.